# Lou Andreas-Salomé (Film)
Lou Andreas-Salomé ist eine Filmbiografie von Cordula Kablitz-Post, die am 30. Juni 2016 in die deutschen Kinos kam und mittlerweile auch in Österreich, der Schweiz, Frankreich und den USA lief. Der Film erzählt von der Schriftstellerin und Psychoanalytikerin Lou Andreas-Salomé.

## Handlung
Göttingen, Mai 1933
Die Schriftstellerin und Psychoanalytikerin Lou Andreas-Salomé (72) lebt krank, vereinsamt und von den Nationalsozialisten bedroht in Göttingen. Doch als der 40-jährige Germanist Ernst Pfeiffer, der sie an ihre große Liebe Rainer Maria Rilke erinnert, in ihr Leben tritt, blüht sie langsam wieder auf. Pfeiffer, der Lou verehrt, gibt vor, psychoanalytische Hilfe für einen Freund zu suchen, dabei verspricht er sich Hilfe für seine eigenen Eheprobleme. Im Gegenzug hilft er ihr, ihre Lebenserinnerungen zu schreiben. In Rückblenden werden die emotionalen Höhepunkte ihres Lebens wieder lebendig. Doch Lou will Pfeiffer nicht alles erzählen...:
Lou von Salomé wird 1861 in St. Petersburg als jüngstes Kind und einzige Tochter nach fünf Brüdern geboren. Sie wächst in einem großbürgerlichen Umfeld auf, fühlt sich jedoch als Außenseiterin. Zu der strengen Mutter hat sie ein schwieriges Verhältnis, dafür liebt sie ihren Vater umso mehr. Schon früh verliert Lou ihren Glauben an Gott. Der Vater stirbt, als sie 16 ist; Lou wird rebellisch: Sie verweigert die Konfirmation und sucht sich stattdessen einen Privatlehrer für Philosophie, den Pastor Hendrik Gillot, der dem schwärmerischen Mädchen Gott- und Vaterersatz wird. Doch der 40-jährige Gillot verliebt sich in Lou, obwohl er verheiratet ist und zwei Kinder in ihrem Alter hat. Es kommt zu einem traumatischen Übergriff mit Heiratsantrag – fluchtartig verlässt Lou St. Petersburg. Sie nimmt sich vor, niemals zu heiraten und ihr Leben allein auf ihre geistige Vervollkommnung hin zu leben. Männer sollen ihr nie wieder zu nahe kommen.
Lou ist glücklich, an der Universität in Zürich studieren zu dürfen. Dort lernt und studiert sie wie besessen und erkrankt schließlich an einer schweren Lungenentzündung. In Rom soll sie sich erholen. Im Salon der Frauenrechtlerin Malwida von Meysenbug lernt sie den Philosophen Paul Rée kennen. Nachdem Lou seinen Heiratsantrag abgelehnt hat, werden die beiden Freunde. Paul Rée stellt Lou seinen guten Freund Friedrich Nietzsche vor, der in ihr sein „Geschwistergehirn“ erkennt. Ebenso wie Paul Rée verliebt er sich unglücklich in Lou. Doch Lou kann die beiden von der Idee einer platonischen Wohngemeinschaft zu dritt überzeugen, in der sie gemeinsam studieren sollen.
Ein Aufenthalt in Tautenburg mit Nietzsche endet für Lou in einem Fiasko: Friedrichs Schwester Elisabeth sieht Lou als Bedrohung für ihre eigenen Lebenspläne, entrüstet sich moralisch und treibt einen Keil zwischen ihren Bruder und Lou.
Paul Rée und Lou verzichten auf den wankelmütigen Nietzsche und wohnen zu zweit in Berlin. Doch Paul Rée leidet unter seiner unglücklichen Liebe zu Lou, ist eifersüchtig und kontrolliert sie. Während Lous erster Roman ein Erfolg wird, kommt Rées wissenschaftliche Karriere nicht voran. Lou erträgt die Wohnsituation nicht mehr. Als sie den Orientalisten Friedrich Carl Andreas kennenlernt, nimmt sie seinen Heiratsantrag unter der Bedingung an, dass die Ehe nie vollzogen wird. Andreas ist einverstanden. Paul Rée zieht tief verletzt aus der gemeinsamen Wohnung aus, sie sehen sich nie wieder.
Lou konzentriert sich auf ihre Schriftstellerei. Sie hat ihr Lebensziel der geistigen Vervollkommnung erreicht, ist jedoch nicht glücklich. Ihre Bronchitis ist chronisch geworden, doch sie schont sich nicht. Sie arbeitet wie unter Zwang und schreibt ein Buch nach dem anderen.
Als der noch unbekannte 21-jährige Dichter Rainer Maria Rilke die 36-jährige Erfolgsschriftstellerin umwirbt, unterschätzt sie ihn zunächst. Sie mag ihn und fördert ihn, aber der junge Mann versteht es schließlich, mit hartnäckigem Werben ihre harte Schale aufzubrechen und sie dazu zu bringen, ihren Schwur zu brechen, sich niemals mehr zu verlieben. Lou ist nun scheinbar mit sich und der Welt im Reinen. Doch ihre Liebe zu dem 15 Jahre Jüngeren hat keine Zukunft: Rilke klammert und vereinnahmt Lou, er will sie als Geliebte, Muse und Mutter. Seine psychischen Probleme werden stärker. Lou beendet schließlich die Beziehung.
Wie um sich zu betäuben, beginnt sie ihr neu entdecktes Liebesleben mit häufig wechselnden Affären auszuleben. Sie bringt sich in Lebensgefahr, als sie eine ungewollte Schwangerschaft schließlich mit einem Sprung von einem Baum abzubrechen versucht.
Wien 1911
Lou sucht Rat bei Sigmund Freud und will selbst die Psychoanalyse lernen. Bei Freud auf der Couch erkennt sie schließlich ihr Trauma, das sie seit ihrer Jugend belastet.
Göttingen 1933
Zwischen Lou und Pfeiffer hat sich eine enge Freundschaft entwickelt. Es kommt zum Konflikt, als Pfeiffer sie mit unangenehmen Fragen und einer Beobachtung konfrontiert, die ihr schwieriges Verhältnis zu Männern auf den Punkt trifft. Sie will Pfeiffer nicht mehr sehen und versucht sich nun selbst an der Schreibmaschine – ihre Augen sind jedoch zu schlecht. Lou sucht erneut den Kontakt zu Pfeiffer. Als Lou eine Vorladung der Gestapo erhält, verbrennen sie gemeinsam ihre allzu persönlichen Tagebücher und Briefe, denn Lous Lebenserinnerungen sind nun geschrieben – zumindest das, was die Nachwelt erfahren soll.

## Kritik
„Das aufschlussreiche Porträt einer gebildeten, selbstbewussten und emanzipierten Frau, vielschichtig dargestellt, während die männlichen Figuren eher blass wirken. Nebenbei ein kleines Traktat, wie man die eigene Lebensgeschichte erzählt und aufarbeitet.“

Die Deutsche Film- und Medienbewertung FBW in Wiesbaden verlieh dem Film das Prädikat besonders wertvoll.